# Lawrence Regan
Lawrence Emmett Regan, dit Larry Regan, (né le 9 août 1930 à North Bay, en Ontario, au Canada - mort le 9 mars 2009 à Ottawa) est un joueur professionnel, entraîneur et dirigeant canadien de hockey sur glace ; il évoluait au poste d'ailier.

## Biographie
Larry Regan débute en 1946 avec l'équipe junior des Sénateurs d'Ottawa (LHSQ) de la Ligue de hockey senior du Québec. Après deux saisons à Ottawa, il passe deux ans à Toronto avant de revenir dans l'organisation des Sénateurs. Après deux nouvelles années à Ottawa puis une saison jouée pour les Cataractes de Shawinigan, il rejoint en 1953 les As de Québec alors que la LHSQ devient semi-professionnelle et prend le nom de Ligue de hockey du Québec (LHQ). Il reste trois saisons dans la ville de Québec avant d'obtenir sa chance dans la Ligue nationale de hockey (LNH) avec les Bruins de Boston. Lors de sa première année dans la LNH, il remporte le trophée Calder de la meilleure recrue de la saison et dispute la finale de la Coupe Stanley avec son équipe, finale perdue contre les Canadiens de Montréal. Il joue deux saisons et demie avec les Bruins avant d'être réclamé par les Maple Leafs de Toronto. Il joue deux saisons de plus dans la LNH avec les Maple Leafs avant d'être rétrogradé en 1961 dans leur club-école de la Ligue américaine de hockey (LAH), les Hornets de Pittsburgh. Il arrête alors sa carrière de joueur pour devenir entraîneur en Autriche. Ses deux saisons en Europe sont couronnées de succès et il projette même de faire venir des vedettes de la LNH comme Gordie Howe et Terry Sawchuk mais son projet n'aboutit pas. Il retourne ensuite en Amérique du Nord où il entraîne à nouveau avant d'être nommé premier directeur général des Kings de Los Angeles en 1967. Au cours de sa période de direction qui dure jusqu'en décembre 1973, il prend la tête de l'équipe pendant une saison et demie, sans grand succès. Marié à Pauline, il meurt le 9 mars 2009 à Ottawa.

## Statistiques
| Saison     | Équipe                   | Ligue      |     | Saison régulière | Saison régulière | Saison régulière | Saison régulière | Saison régulière |   | Séries éliminatoires | Séries éliminatoires | Séries éliminatoires | Séries éliminatoires | Séries éliminatoires |
| Saison     | Équipe                   | Ligue      | PJ  | B                | A                | Pts              | Pun              | PJ               | B | A                    | Pts                  | Pun                  |                      |                      |
| 1946-1947  | Sénateurs d'Ottawa Jr.   | OCJHL      | 24  | 22               | 18               | 40               | 2                | 2                | 0 | 2                    | 2                    | 0                    |                      |                      |
| 1946-1947  | Sénateurs d'Ottawa       | LHSQ       | 3   | 1                | 0                | 1                | 0                | 3                | 0 | 0                    | 0                    | 0                    |                      |                      |
| 1947-1948  | Sénateurs d'Ottawa       | LHSQ       | 41  | 17               | 14               | 31               | 35               | 5                | 0 | 2                    | 2                    | 0                    |                      |                      |
| 1948-1949  | Marlboros de Toronto     | OHA-Jr.    | 40  | 19               | 15               | 34               | 25               | 10               | 4 | 2                    | 6                    | 0                    |                      |                      |
| 1949-1950  | Marlboros de Toronto     | OHA-Jr.    | 48  | 38               | 36               | 74               | 22               | 5                | 1 | 3                    | 4                    | 0                    |                      |                      |
| 1950-1951  | Sénateurs d'Ottawa       | LHMQ       | 52  | 14               | 31               | 45               | 28               | 9                | 0 | 3                    | 3                    | 0                    |                      |                      |
| 1951-1952  | Sénateurs d'Ottawa       | LHMQ       | 50  | 11               | 10               | 21               | 27               | 7                | 0 | 0                    | 0                    | 8                    |                      |                      |
| 1952-1953  | Cataractes de Shawinigan | LHMQ       | 52  | 15               | 27               | 42               | 21               |                  |   |                      |                      |                      |                      |                      |
| 1953-1954  | As de Québec             | LHQ        | 70  | 19               | 32               | 51               | 14               | 16               | 5 | 5                    | 10                   | 4                    |                      |                      |
| 1953-1954  | As de Québec             | Ed-Cup     |     |                  |                  |                  |                  | 7                | 2 | 1                    | 3                    | 0                    |                      |                      |
| 1954-1955  | As de Québec             | LHQ        | 51  | 11               | 30               | 41               | 39               | 8                | 1 | 2                    | 3                    | 6                    |                      |                      |
| 1955-1956  | As de Québec             | LHQ        | 3   | 3                | 1                | 4                | 2                | 7                | 4 | 4                    | 8                    | 4                    |                      |                      |
| 1955-1956  | Lumber Kings de Pembroke | NOHA       | 22  | 5                | 14               | 19               | 10               |                  |   |                      |                      |                      |                      |                      |
| 1956-1957  | Bruins de Boston         | LNH        | 69  | 14               | 19               | 33               | 29               | 8                | 0 | 2                    | 2                    | 10                   |                      |                      |
| 1957-1958  | Bruins de Boston         | LNH        | 59  | 11               | 28               | 39               | 22               | 12               | 3 | 8                    | 11                   | 6                    |                      |                      |
| 1958-1959  | Bruins de Boston         | LNH        | 36  | 5                | 6                | 11               | 10               |                  |   |                      |                      |                      |                      |                      |
| 1958-1959  | Maple Leafs de Toronto   | LNH        | 32  | 4                | 21               | 25               | 2                | 8                | 1 | 1                    | 2                    | 2                    |                      |                      |
| 1959-1960  | Maple Leafs de Toronto   | LNH        | 47  | 4                | 16               | 20               | 6                | 10               | 3 | 3                    | 6                    | 0                    |                      |                      |
| 1960-1961  | Maple Leafs de Toronto   | LNH        | 37  | 3                | 5                | 8                | 2                | 4                | 0 | 0                    | 0                    | 0                    |                      |                      |
| 1961-1962  | Hornets de Pittsburgh    | LAH        | 49  | 10               | 19               | 29               | 12               |                  |   |                      |                      |                      |                      |                      |
| 1965-1966  | Clippers de Baltimore    | LAH        | 64  | 16               | 34               | 50               | 41               |                  |   |                      |                      |                      |                      |                      |
| Totaux LNH | Totaux LNH               | Totaux LNH | 280 | 41               | 95               | 136              | 71               | 42               | 7 | 14                   | 21                   | 18                   |                      |                      |

| Saison    | Équipe                | Ligue |    | PJ | V  | D  | Pr     | % V           |  | Classement |
| 1961-1962 | Hornets de Pittsburgh | LAH   |    |    |    |    |        |               |  |            |
| 1962-1963 | Innsbruck             | ÖEL   |    |    |    |    |        |               |  |            |
| 1963-1964 | Innsbruck             | ÖEL   |    |    |    |    |        |               |  |            |
| 1964-1965 | Indians d'Etobicoke   | OHA-B |    |    |    |    |        |               |  |            |
| 1966-1967 | Indians d'Etobicoke   | OHA-B |    |    |    |    |        |               |  |            |
| 1970-1971 | Kings de Los Angeles  | LNH   | 78 | 25 | 40 | 13 | 40,4 % | Non qualifiés |  |            |
| 1971-1972 | Kings de Los Angeles  | LNH   | 10 | 2  | 7  | 1  | 25,0 % |               |  |            |